# Klokočov (powiat Michalovce)
Klokočov – wieś (obec) na Słowacji położona w kraju koszyckim, w powiecie Michalovce. Pierwsze wzmianki o miejscowości pochodzą z roku 1358. 
Według danych z dnia 31 grudnia 2012, wieś zamieszkiwało 418 osób, w tym 238 kobiet i 180 mężczyzn.
W 2001 roku rozkład populacji względem narodowości i przynależności etnicznej wyglądał następująco:
- Słowacy – 98,98%
- Czesi – 0,51%
- Rusini – 0,26%

Ze względu na wyznawaną religię struktura mieszkańców kształtowała się w 2001 roku następująco:
- Katolicy rzymscy – 23,72%
- Grekokatolicy – 68,37%
- Ewangelicy – 0,51%
- Prawosławni – 1,02%
- Ateiści – 3,32%
- Nie podano – 1,02%